# Estación de Platja Malva-rosa
Platja Malva-rosa es una estación de las líneas 4 y 6 de Metrovalencia. Fue inaugurada el 21 de mayo de 1994. Se encuentra en la calle Eugenia Viñes, cerca de la playa del Cabañal.
Anteriormente existió otra estación cerca de la actual, conocida como estación de Las Termas, en la línea férrea entre València-Pont de Fusta y Grao, que fue cerrada en 1990 por su estado ruinoso y transformada en la línea de tranvía actual.